# 江边乡 (东方市)
江边乡是中华人民共和国海南省东方市下辖的一个乡。

## 行政区划
江边乡下辖以下村级行政区划单位：
江边营村、新明村、土眉村、俄查村、布温村、老村、白查村、冲俄村、那文村和江边村。

## 中国传统村落
2012年，白查村被评为首批“中国传统村落”。